# 1000
| 1000               |
| ------------------ |
| Dødsfald - Fødsler |
|                    |

| Gregoriansk kalender | 1000 M                  |
| Ab urbe condita      | 1753                    |
| Armensk kalender     | 449 ԹՎ ՆԽԹ              |
| Kinesiske kalender   | 3696 – 3697 己亥 – 庚子 |
| Etiopisk kalender    | 992 – 993               |
| Jødisk kalender      | 4760 – 4761             |
| Hindukalendere       |                         |
| - Vikram Samvat      | 1055 – 1056             |
| - Shaka Samvat       | 922 – 923               |
| - Kali Yuga          | 4101 – 4102             |
| Iransk kalender      | 378 – 379               |
| Islamisk kalender    | 390 – 391               |

Konge i Danmark: Svend Tveskæg 986/87-1014
Se også 1000 (tal)

## Begivenheder
Bemærk at begivenheder dette år, pga. usikkerhed omkring tidsangivelser i middelalderen, måske fandt sted i år 999 frem for dette år.
- 9. september - Slaget ved Svold som Svend 1. Tveskæg vinder og får kontrol over Norge. Det er usikkert hvor slaget fandt sted, sandsynligvis enten i Øresund eller ved Rügen
- 9. oktober - Vikinger under ledelse af Leif den Lykkelige overvintrer på Newfoundland, som de kalder for Vinland
- Altinget vedtager at landet (altså Island) skal være kristent, – dog med religionsfrihed for folk, der stadig tror på de gamle, nordiske guder.

I England er Ethelred stadig konge.

## Dødsfald
- Olav Tryggvason konge af Norge, dræbt i slaget ved Svold.